# Hebe petriei
Hebe petriei là một loài thực vật có hoa trong họ Mã đề. Loài này được (Buchanan) Cockayne & Allan mô tả khoa học đầu tiên năm 1927.